# 남청주 나들목
남청주 나들목(S.Cheongju IC)은 충청북도 청주시 서원구 남이면 부용외천리에 설치된 경부고속도로의 33번, 그리고 서산영덕고속도로의 나들목이다. 청주시 서원구 남이면, 현도면, 세종특별자치시 부강면, 연동면 방향으로 진출할 수 있다.
1984년 당시 서울 기점 131.2km 지점에 1984년 6월에 착공, 1984년 11월 30일에 청원 나들목이라는 이름으로 개통되었다. 2014년 7월 1일 청주시와 청원군이 청주시로 통합되어 청원군이 폐지되어 2014년 12월 1일부로 명칭이 남청주 나들목으로 변경되었다.

## 연혁
- 1984년 8월 10일 : 나들목 건설을 위해 충청북도 청원군 부용면 외천리 920m 구간 도로구역 변경[3]
- 1984년 11월 30일 : 청원 나들목으로 개통[4]
- 1987년 10월 15일 : 경부고속도로 위를 가로지르는 육교를 재가설 하기 위해 25일까지 차량 통제[5]
- 2001년 3월 23일 : 2003년 12월까지 나들목 개량 공사로 인해 충청북도 청원군 부용면 외천리 480m 구간 도로구역 변경[6]
- 2014년 12월 1일 : 남청주 나들목으로 명칭 변경

## 구조물 정보
이중 트럼펫형 나들목이다. 나들목 건설 당시 경부고속도로 위를 가로지르는 육교 높이가 4.65m 로 낮게 가설되어 차량 통행에 지장을 주자 1987년 10월 15일부터 25일까지 11일 동안 통제하고 육교 높이를 5m로 높여 재가설했다. 나들목 바깥쪽의 경우 이전에는 평면 교차로 형태로 국도 제17호선, 국가지원지방도 제96호선과 연결되어 있었으나, 지금은 국가지원지방도 제96호선만이 요금소와 트럼펫형 입체 교차로로 연결되어 있다.
- 영업소: 충청북도 청주시 서원구 남이면 경부고속도로 25

## 접속하는 도로
- 국가지원지방도 제96호선 (연청로)
- 간접 연결 : 국도 제17호선 (청남로, 외천삼거리 이용)

## 논란
나들목이 개설되고 나서 통행량이 지극히 적어 1988년 당시 하루 평균 통행량이 1천대 가량에 불과했다고 한다. 또한 이 나들목이 건설된 1984년에 약 11.7km 떨어진 곳에 대통령 별장인 청남대가 건설되어 이 나들목이 대통령 별장 출입에 용이하게 하기 위해 건설된 것이 아니냐는 의혹이 일었다. 이 때문에 1988년 국정감사 때 이 나들목이 대통령의 개인도로 역할을 한게 아니냐면서 논란이 생기기도 했다.

## 교통량 정보
| 요금소          | 통행량 (대/일) | 통행량 (대/일) | 통행량 (대/일) | 통행량 (대/일) | 통행량 (대/일) | 통행량 (대/일) | 통행량 (대/일) | 통행량 (대/일) | 통행량 (대/일) | 통행량 (대/일) | 각주  |
| 요금소          | 2001년         | 2002년         | 2003년         | 2004년         | 2005년         | 2006년         | 2007년         | 2008년         | 2009년         | 2010년         | 각주  |
| --------------- | -------------- | -------------- | -------------- | -------------- | -------------- | -------------- | -------------- | -------------- | -------------- | -------------- | ----- |
| 청원 (폐쇄식)   | 8,452          | 9,353          | 10,030         | 9,958          | 9,378          | 9,464          | 9,942          | 9,223          | 9,599          | 10,380         | [ 9 ] |
| 남청주 (폐쇄식) | 청원 요금소    | 청원 요금소    | 청원 요금소    | 청원 요금소    | 청원 요금소    | 청원 요금소    | 청원 요금소    | 청원 요금소    | 청원 요금소    | 청원 요금소    | [ 9 ] |
| 요금소          | 2011년         | 2012년         | 2013년         | 2014년         | 2015년         | 2016년         | 2017년         | 2018년         | 2019년         |                | [ 9 ] |
| 청원 (폐쇄식)   | 11,096         | 11,171         | 11,161         | 남청주 요금소  | 남청주 요금소  | 남청주 요금소  | 남청주 요금소  | 남청주 요금소  | 남청주 요금소  |                | [ 9 ] |
| 남청주 (폐쇄식) | 청원 요금소    | 청원 요금소    | 청원 요금소    | 11,153         | 11,594         | 11,648         | 11,486         | 11,265         | 11,390         |                | [ 9 ] |